# Dom van Tartu

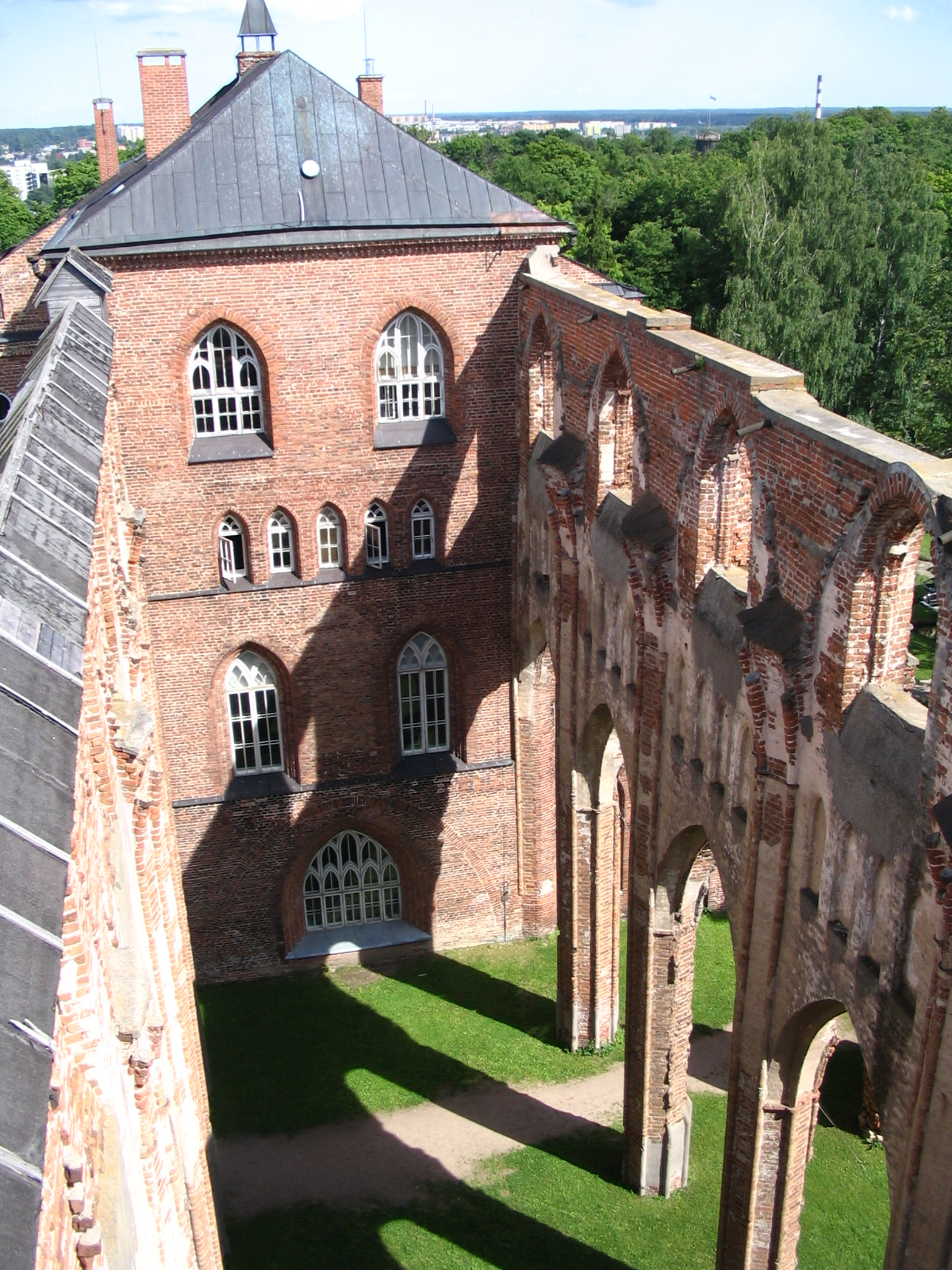
Blik vanuit een toren over de ruïnes

De Dom van Tartu (Estisch: Tartu toomkirik, Duits: Dorpater Domkirche) is een van de beeldbepalende bouwwerken in Tartu, het vroegere Dorpat, de tweede stad van Estland. De kerk is sinds de 17e eeuw een ruïne. In het begin van de 19e eeuw is een klein deel van de kerk herbouwd. Dat deel herbergt het museum van de Universiteit van Tartu en wordt ook gebruikt voor belangrijke recepties van de universiteit. De Dom staat op een heuvel met uitzicht op de binnenstad.

## Bouw
Op de heuvel waarop de Dom werd gebouwd (die later de Estische naam Toomemägi, ofwel ‘Domheuvel’ kreeg), stond een van de sterkste forten van de heidense Esten. De plaats was strategisch gelegen aan de rivier Emajõgi. Het fort werd in 1224 vernield door de christelijke veroveraars van Lijfland, de Duitse ridders van de Orde van de Zwaardbroeders. Direct na de verovering van Tartu, dat de Zwaardbroeders herdoopten in Dorpat, begonnen de veroveraars op deze strategische plaats aan de bouw van een bisschoppelijk kasteel, het Castrum Tarbatae. Dit kasteel ging in 1667 bij een brand verloren. Later zijn bij archeologische opgravingen delen van de muren van het Estische fort blootgelegd.
Vermoedelijk begon men in de tweede helft van de 13e eeuw met de bouw van de gotische domkerk aan de noordkant van de Domheuvel. Rondom de kerk werd een begraafplaats aangelegd en werden huizen gebouwd voor de geestelijken die aan de kerk verbonden waren. De kerk was gewijd aan Sint-Peter en Sint-Paul, die ook de schutsheiligen van de stad waren. De Domkerk was de zetel van het bisdom Dorpat en een van de grootste kerken van Oost-Europa.
De kerk was oorspronkelijk als basiliek gepland, maar de latere toevoeging van het driebeukige koor gaven de kerk meer het karakter van een hallenkerk. Het koor (in zijn oudste vorm) en het schip waren al in gebruik rond 1299. Rond 1470 werd het hoge koor met zijn pilaren en boogconstructies gebouwd in de stijl van de baksteengotiek. De Dom was voltooid tegen het eind van de 15e eeuw. De twee massieve torens aan weerszijden van de westkant van de kerk, die doen denken aan een fort, kwamen het laatst gereed. Ze waren oorspronkelijk 66 meter hoog. Een muur scheidde het terrein van de Domkerk en het bisschoppelijk kasteel van de binnenstad.

## Verval

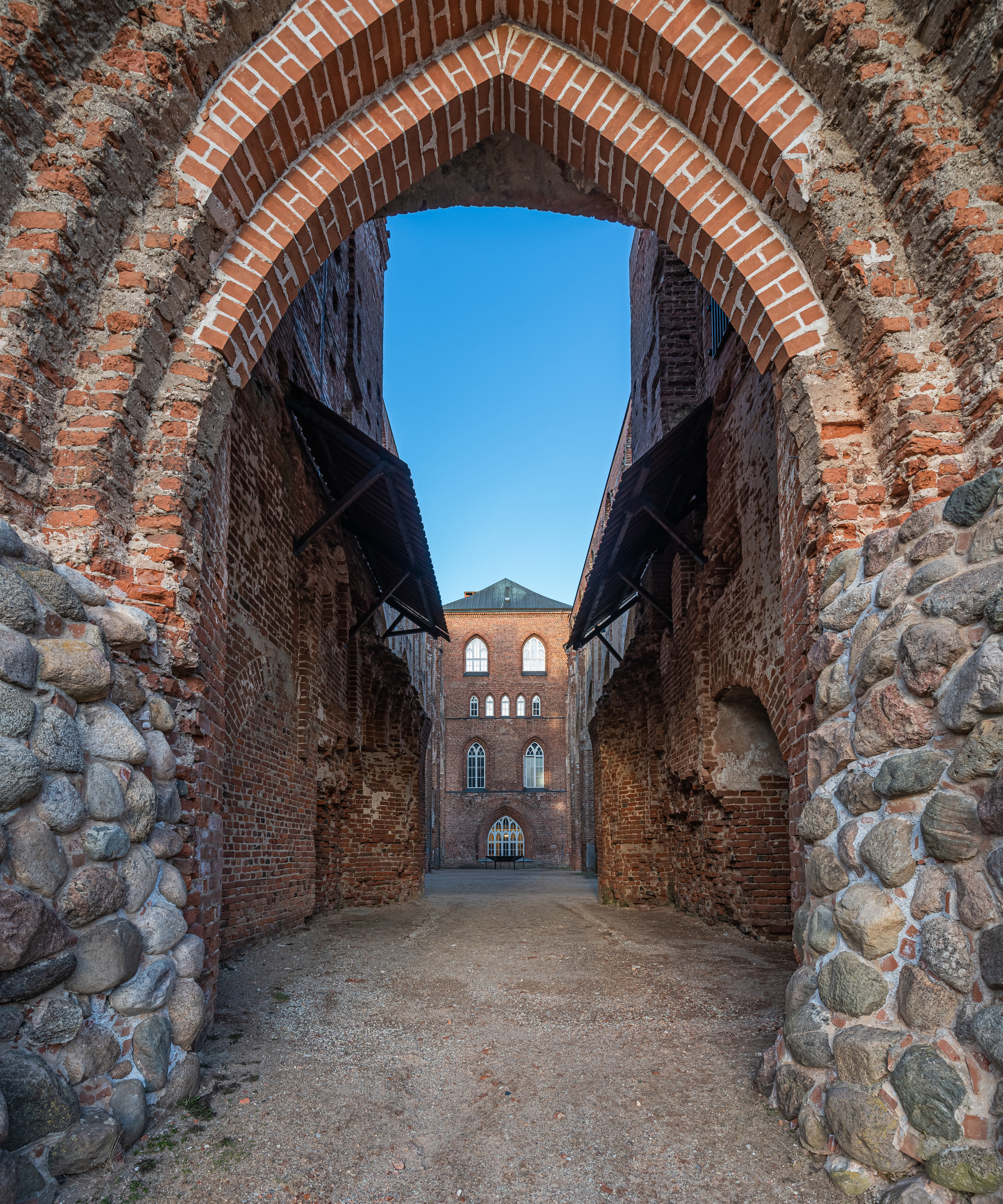
De ruïnes van de kerk

Rond 1525 kreeg de Reformatie vaste voet in Dorpat. Op 10 januari 1525 werd de Domkerk ernstig beschadigd door een protestantse beeldenstorm, waarna ze steeds verder in verval raakte. Toen de laatste Rooms-katholieke bisschop van Dorpat, Hermann Wesel (bisschop van 1554 tot 1558; overleden in 1563), tijdens de Lijflandse Oorlog (1558–1583) was gedeporteerd naar Rusland, gaf de katholieke kerk de Dom op. Toen de stad in 1582 in Poolse handen viel, maakten de nieuwe katholieke heersers plannen om de Domkerk te herbouwen, maar door de Pools-Zweedse Oorlog van 1600 tot 1611 kwam daarvan niets terecht. In 1624 werd de toch al slechte toestand van de kerk nog eens verergerd door een brand.
In 1629 viel Dorpat in handen van de Zweden en de nieuwe heersers hadden weinig belangstelling voor het gebouw, dat steeds verder in verval raakte. Het werd gebruikt als opslagruimte. Wel bleef de begraafplaats rond de kerk in gebruik tot ver in de 18e eeuw. Rond 1760 kreeg de kerk een functie in de verdediging van de stad. De torens werden deels afgebroken. Van 66 meter gingen ze terug naar 22 meter, het niveau van het dak van het schip. Op het zo ontstane platform werden kanonnen opgesteld. De hoofdingang werd dichtgemetseld.

## Relatie met de universiteit
Toen tsaar Alexander I van Rusland in 1802 toestemming gaf voor de heropening van de Duitstalige Universiteit van Dorpat, kreeg de Baltisch-Duitse architect Johann Wilhelm Krause de opdracht te midden van de ruïnes van de Domkerk een universiteitsbibliotheek te bouwen. Het gebouw, drie verdiepingen hoog, werd gebouwd tussen 1804 en 1807. Krause wilde ook een van de torens ombouwen tot sterrenwacht, maar dat plan is nooit uitgevoerd. Er kwam wel een sterrenwacht, maar buiten de Dom. Tegen het eind van de 19e eeuw werd de noordelijke toren verbouwd tot watertoren.
In de jaren zestig van de 20e eeuw werd de bibliotheek uitgebreid en voorzien van centrale verwarming. In 1981 kwam een nieuw gebouw voor de universiteitsbibliotheek gereed. De oude bibliotheek werd nu ingericht als het museum van de universiteit (Estisch: Tartu Ülikooli ajaloomuuseum). In 1985 vond een ingrijpende verbouwing plaats, waarbij het 19e-eeuwse interieur grotendeels hersteld werd. Vandaag de dag zijn in het museum voorwerpen te zien die een rol hebben gespeeld in de geschiedenis van de universiteit, wetenschappelijke instrumenten en zeldzame boeken. De rest van de ruïnes van de Domkerk en de buitenmuren van het koor zijn verstevigd en geconserveerd.

## De heuvel Toomemägi

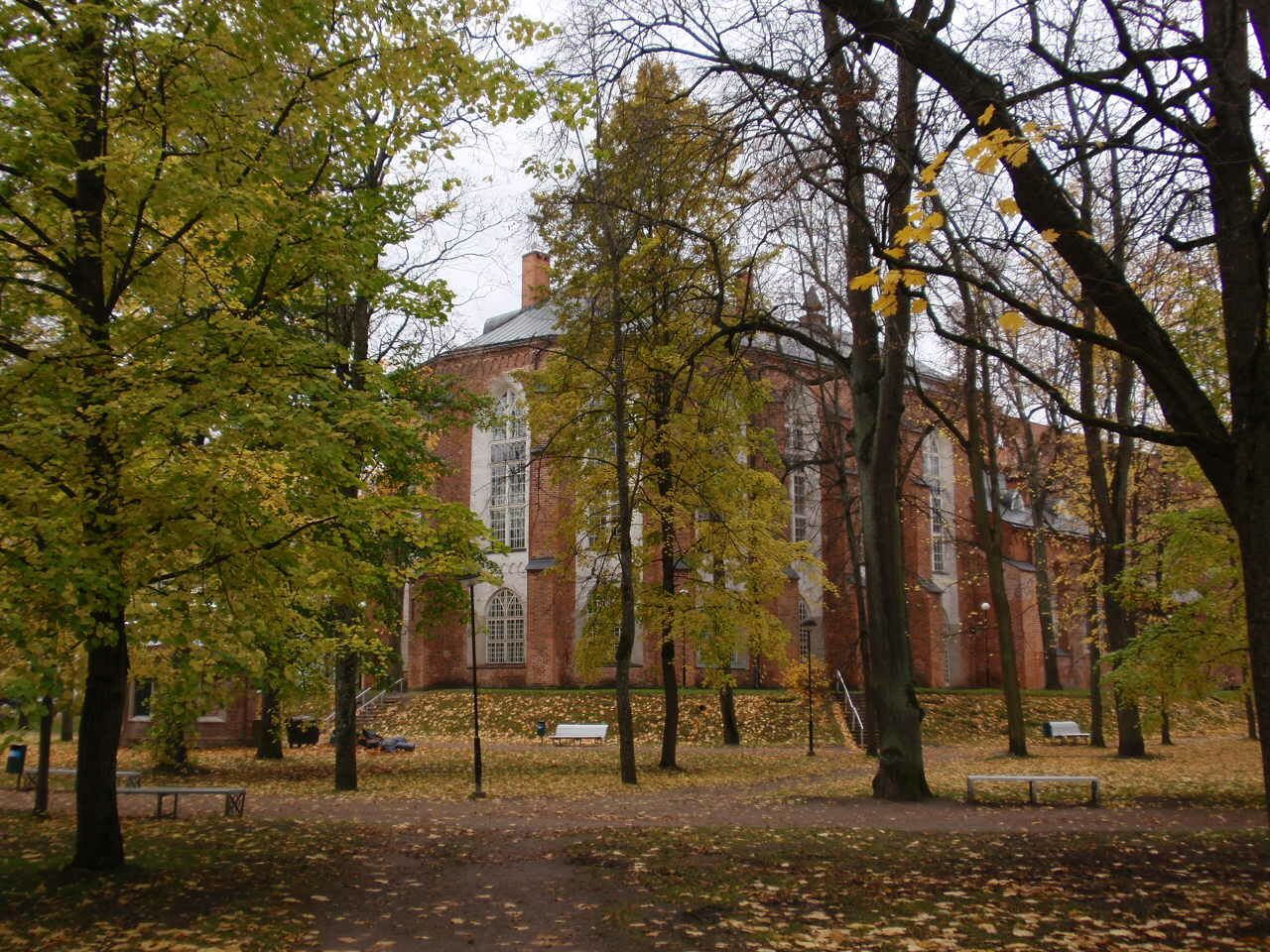
Uitzicht vanuit het park op de kerk

Het gebied rond de Dom – de Domheuvel of Toomemägi – werd in de 19e eeuw in een park veranderd. Behalve een café staan in het park ook veel monumenten voor mensen die een rol hebben gespeeld in de wetenschappelijke en literaire geschiedenis van Tartu. Daaronder zijn onder andere de bioloog en geograaf Karl Ernst von Baer (1792-1876), de dichter Kristjan Jaak Peterson (1801-1822), de chirurg Nikolaj Ivanovitsj Pirogov (1810-1881) en Friedrich Robert Faehlmann (1798-1850), die de grondslag legde voor het Estische nationale epos Kalevipoeg.
Over de weg naar de lager gelegen binnenstad van Tartu ligt de Inglisild of Engelenbrug. De naam heeft waarschijnlijk niets met engelen te maken, maar is een verbastering van Englische Brücke, ofwel ‘Engelse brug’. De brug is gebouwd tussen 1814 en 1816. In het midden van de brug bevindt zich een portret in reliëf van Georg Friedrich Parrot (1767–1852), de eerste rector van de universiteit na de herstichting in 1802. Aan de andere kant van de brug staat de spreuk Otium reficit vires (‘Rust herstelt de krachten’). Iets verder van de binnenstad af ligt een tweede brug over dezelfde weg, de Duivelsbrug. Deze is gebouwd in 1913 onder supervisie van professor Mannteuffel.
Op de Toomemägi staan ook het gebouw van het Estische hooggerechtshof, de sterrenwacht van de universiteit (Estisch: tähetorn), die gebouwd is in 1811 op de plaats waar ooit het bisschoppelijk kasteel stond, en het Anatomikum, het oude anatomisch theater van de universiteit, dat uit 1805 dateert.